# ستاد کل امپراتوری

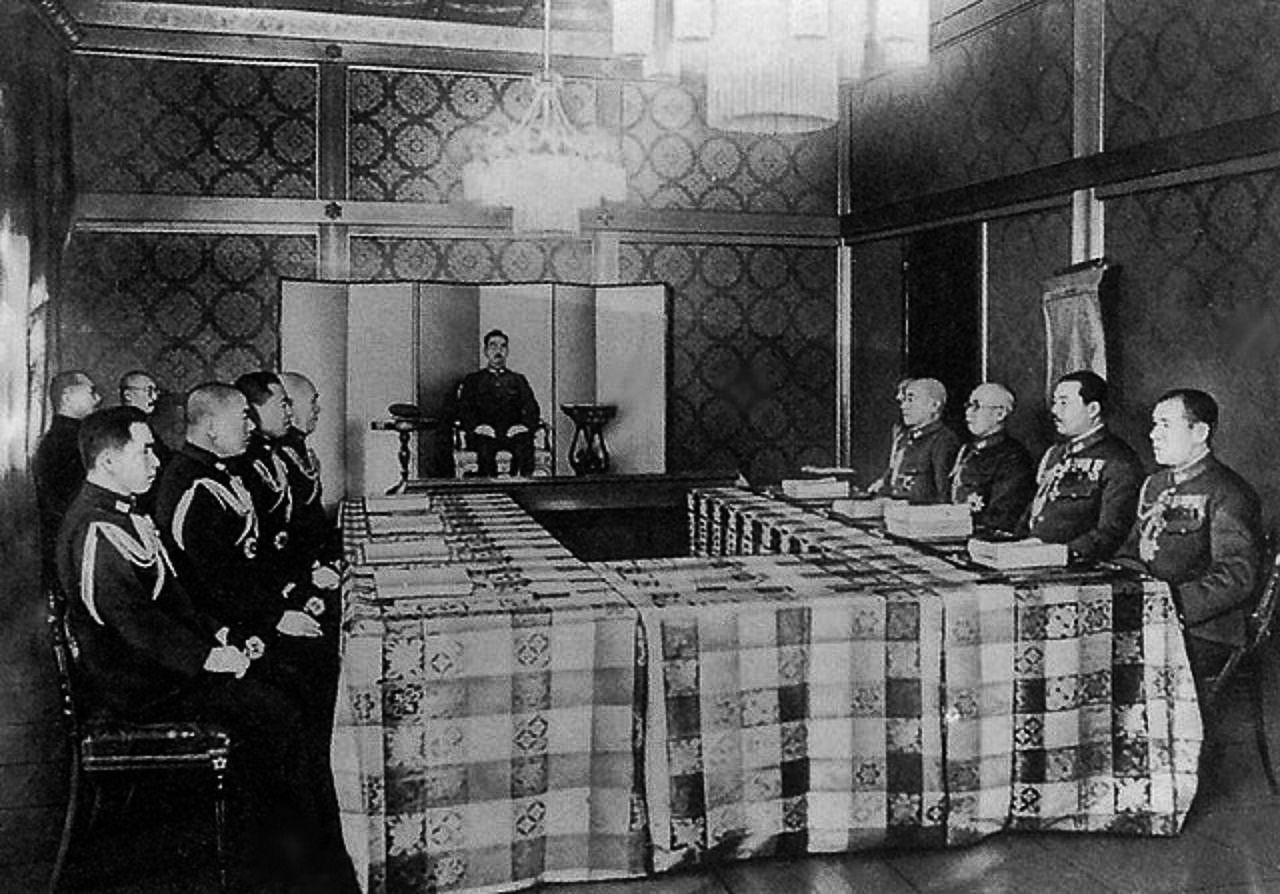
امپراتور هیروهیتو در جلسه در حضور امپراتور، به عنوان رئیس ستاد کل امپراتوری در سال ۱۹۴۳. افسران نیروی دریایی در سمت چپ نشسته‌اند در حالی که افسران ارتش در سمت راست نشسته‌اند.

ستاد کل امپراتوری (به ژاپنی: 大本営, Daihon'ei) بخشی از شورای عالی جنگ (ژاپن) برای هماهنگی تلاش‌های نیروی زمینی امپراتوری ژاپن و نیروی دریایی امپراتوری ژاپن بود که در زمان جنگ ایجاد شد.

## سازماندهی در طول جنگ جهانی دوم
هیروهیتو، امپراتور ژاپن، طبق قانون اساسی سال ۱۸۸۹ به عنوان رئیس دولت و نیروهای مسلح امپراتوری ژاپن تعریف شد. در طول جنگ جهانی دوم، رهبری ستاد کل امپراتوری متشکل از اشخاص زیر بود:
- دفتر ستاد ارتش امپراتوری ژاپن
  - شاهزاده کان این کوتوهیتو (۱۹۳۱–۱۹۴۰)
  - سوگی‌یاما هاجیمه (۱۹۴۰–۱۹۴۴)
  - توجو هیدکی (۱۹۴۴)
  - اومیزو یوشیجیرو (۱۹۴۴–۱۹۴۵)
- دفتر ستاد نیروی دریایی امپراتوری ژاپن
  - شاهزاده فوشیمی هیرویاسو (۱۹۳۲–۱۹۴۱)
  - ناگائو اوسامی (۱۹۴۱–۱۹۴۴)
  - شیمادا شیگه‌تارو (۱۹۴۴)
  - اوئیکاوا کوشیرو (۱۹۴۴–۱۹۴۵)
  - تویودا سوئه‌مو (۱۹۴۵)
- وزارت ارتش ژاپن
  - سوگی‌یاما هاجیمه (۱۹۳۷–۱۹۳۸, ۱۹۴۴–۱۹۴۵)
  - ایتاگاکی سیشیرو (۱۹۳۸–۱۹۳۹)
  - هاتا شونروکو (۱۹۳۹–۱۹۴۰)
  - توجو هیدکی (۱۹۴۰–۱۹۴۴)
  - آنامی کوره‌چیکا (۱۹۴۵)
- وزارت نیروی دریایی (ژاپن)
  - یونای میتسوماسا (۱۹۳۷–۱۹۳۹, ۱۹۴۴–۱۹۴۵)
  - یوشیدا زنگو (۱۹۳۹–۱۹۴۰)
  - اوئیکاوا کوشیرو (۱۹۴۰–۱۹۴۱)
  - شیمادا شیگه‌تارو (۱۹۴۱–۱۹۴۴)